# Трефурт, Фёдор Фёдорович
Фёдор Фёдорович Трефурт (Трефорт) (1774—1846) — генерал-майор, участник войн против Наполеона, комендант Твери.
Родился 12 июля 1774 года, происходил из австрийских дворян, владевших имением в Тверском уезде Московской губернии. Двенадцати лет от роду родители записали мальчика, согласно обычаю, на службу в лейб-гвардии Измайловский полк. В этом полку в конце 1789 г. юноша получает звание каптенармуса, в 1790 году звание сержанта.
1 января 1793 года Фёдору Фёдоровичу присвоено звание поручика с переводом на действительную военную службу в Тобольский пехотный полк.
В рядах армии Суворова сражался с французами в Италии и Швейцарии.
Принимал участие в заграничных походах русской армии, в кампаниях 1805 года в Австрии и 1806—1807 годов в Восточной Пруссии. За отличие в сражении с французами под Фридландом был удостоен прусского ордена «Pour le Mérite» и звания подполковника.
27 июля 1808 года подполковник Ф.Ф.Трефорт назначен командиром Тобольского пехотного полка, которым командовал в продолжении всей Отечественной войны 1812 года и последующих Заграничных походов 1813 и 1814 годов.
Действуя в составе 2-го пехотного корпуса 1-й Западной армии полк под командованием шефа полка полковника П.П.Шрейдера и подполковника Ф.Ф.Трефорта Тобольский пехотный полк принял активное участие в обороне Смоленска. По мнению командира 4-й пехотной дивизии принца Евгения в то время полк проявил "изумительную стойкость”, прикрывая отступление главных сил армии. Большая заслуга в этом и подполковника Ф.Ф.Трефорта, исполнявшего обязанности начальника штаба (полкового командира). Во время Бородинского сражения Тобольский полк прикрывал вместе с другими частями знаменитую батарею Раевского. Отбив несколько кавалерийских атак полк удержал занимаемые им позиции и оставил поле боя одним из последних. В связи с. Вместе с ним  тяжелым ранением полковника П.П.Шрейдера командование полком  переходит к подполковнику Ф.Ф.Трефорту. Под командованием подполковника Ф.Ф.Трефорта Тобольский пехотный полк учувствует в Тарутинском сражении и в боях под Вязьмой.

В ходе освободительного похода русской армии в Западную Европу, за отличие в сражении Тобольского пехотного полка 2 февраля 1813 года при городке Калише Ф.Ф.Трефорт, по приказу М.И.Кутузова произведён в полковники. 3 июня того же года награждён золотым оружием с надписью «За храбрость» и 15 сентября — орденом св. Георгия 4-й степени (№ 2666 по кавалерскому списку Григоровича — Степанова).
За отличия в сражениях с французами.
В сражении под Лютценом Ф.Ф.Трефорт был тяжело ранен и после выздоровления в Тобольский пехотный полк не вернулся. 24 мая 1816 года Ф.Ф.Трефурт оставил строевую службу и был назначен комендантом г. Тверь, впоследствии произведён в генерал-майоры.
Скончался Ф.Ф.Трефурт 23 ноября 1846 года в своём имении Жорновка под Тверью, там же и похоронен. На могиле установлен гранитный обелиск с высеченным на нем текстом: "...Участник всех войн с Наполеоном I. Был в 56 сражениях. Кавалер Святого Георгия и проч. а так же креста Лур ле-Мирт. Командир Тобольского пехотного полка, а затем генерал и комендант города Твери".
Его брат, Леонтий (Людольф), во время Наполеоновских войн был русским консулом в Данциге.